# Thom Green
Thomas Green, meglio conosciuto come Thom Green, (Sydney, 13 settembre 1991) è un attore e ballerino australiano molto conosciuto per aver interpretato il ruolo di Sammy nella serie Dance Academy, quello di Kip Wampler in Camp e quello di Thomas Lasky nella web serie Halo 4: Forward Unto Dawn.

## Biografia

### Carriera
Inizia la sua carriera professionale nel 2007 recitando nel film televisivo Emerald Falls al fianco degli attori Vince Colosimo, Georgie Parker e Catherine McClements. Sempre nel 2007 ha fatto il suo debutto sul palcoscenico interpretando Phillip in Lockie Leonard con la Merrigong Theatre Company.
Nel 2008, ha recitato nel cortometraggioThe Ground Beneath, per il quale ha ricevuto una nomination agli AFI Awards del 2008 ed ha vinto il premio come miglior attore nel 2009 al St Kilda Film Festival.
Nel 2009 ha recitato nel cortometraggio Voyeurnet, e nella serie televisiva Home and Away. nel ruolo di Dexter Walker, L'anno seguente ha recitato nel film Le colline della morte. Dal 13 luglio 2009 Green ha iniziato le riprese della serie televisiva Dance Academy. Nel 2009, Green ha anche recitato in una produzione teatrale di The Nargun and the Stars per il Perth International Arts Festival e il Sydney Festival.
Nel 2012 ha recitato nel dramma di Robert Carter, Thirst, al fianco di Hanna Mangan-Lawrence, Myles Pollard e Victoria Haralabidou. Green ha poi recitato nella sua prima produzione americana, Halo 4: Forward Unto Dawn, una webserie basata sulla serie di giochi omonima.
Nel 2013 ha recitato nella serie televisiva Camp nel ruolo di Kip Wampler accanto a diversi attori con i quali aveva precedentemente recitato in Dance Academy. Nel 2015 ha recitato nel film Downriver, dopodiché ha interrotto la carriera cinematografica e televisiva.

## Filmografia

### Cinema
- The Ground Beneath, regia di Rene Hernandez – cortometraggio (2008)
- Voyeurnet, regia di Stuart Parkyn – cortometraggio (2009)
- Le colline della morte (Beneath Hill 60), regia di Jeremy Hartley Sims (2010)
- Smith, regia di Ashley Fairfield – cortometraggio (2011)
- Thirst, regia di Robert Carter (2012)
- Downriver, regia di Grant Scicluna (2015)
- Un'età (Of an Age), regia di Goran Stolevski (2022)

### Televisione
- Emerald Falls, regia di Peter Andrikidis – film TV (2008)
- Home and Away – serial TV, 19 puntate (2009)
- East West 101 – serie TV, 1 episodio (2011)
- Dance Academy – serie TV, 52 episodi (2010-2012)
- Jack Irish: Bad Debts, regia di Jeffrey Walker – film TV (2012)
- Camp – serie TV, 10 episodi (2013)
- Eden – serie TV, 3 episodi (2021)
- Mr Inbetween – serie TV, episodio 3x09 (2021)
- Apple Cider Vinegar, regia di Jeffrey Walker – miniserie TV, puntate 3-6 (2025)
- Ombre nell'acqua (The Survivors), regia di Cherie Nowlan e Ben C. Lucas – miniserie TV (2025)

### Webserie
- Halo 4: Forward Unto Dawn – webserie, 5 episodi (2012)

## Teatro
- Lockie Leonard (2005)
- The Nargun and the Stars (2009)

## Riconoscimenti
- 2008 – AFI Awards[11][3]
  - Nomination Miglior giovane attore per The Ground Beneath

- 2009 – St. Kilda Film Festival[11]
  - Miglior attore per The Ground Beneath

- 2013 – Streamy Awards[11]
  - Nomination Miglior performance maschile: Dramma per Halo 4: Forward Unto Dawn